# Temporada 1999 de Indy Racing League
La Temporada de 1999 de la IRL (Pep Boys Indy Racing League),la temporada de 1999 fue quizás de momento, la temporada más competitiva finalizando el milenio, y por la paridad de fin de año. Equipo de Menard tuvo una temporada muy buena con su conductor Greg Ray, capturando tres victorias en fila y el campeonato de la serie. Este fue el último año antes de CART y sus equipos comenzaran a romper filas y comenzaran algunos de estos a ir a la IRL y otros permaneciesen en CART.

## Calendario
| Rd. | Fecha            | Nombre oficial                           | Circuito                         | Ciudad                      |
| --- | ---------------- | ---------------------------------------- | -------------------------------- | --------------------------- |
| 1   | 24 de enero      | TransWorld Diversified Services Indy 200 | Walt Disney World Speedway       | Bay Lake, Florida           |
| 2   | 28 de marzo      | MCI WorldCom 200                         | Phoenix International Raceway    | Avondale, Arizona           |
| 3   | 1 de mayo        | VisionAire 500K                          | Lowe's Motor Speedway            | Concord, Carolina del Norte |
| 4   | 30 de mayo       | Indianapolis 500                         | Indianapolis Motor Speedway      | Speedway, Indiana           |
| 5   | 12 de junio      | Longhorn 500                             | Texas Motor Speedway             | Fort Worth, Texas           |
| 6   | 27 de junio      | Radisson 200                             | Pikes Peak International Raceway | Fountain, Colorado          |
| 7   | 17 de julio      | Kobalt Mechanics Tools 500               | Atlanta Motor Speedway           | Hampton, Georgia            |
| 8   | 1 de agosto      | MBNA Mid-Atlantic 200                    | Dover International Speedway     | Dover, Delaware             |
| 9   | 29 de agosto     | Colorado Indy 200                        | Pikes Peak International Raceway | Fountain, Colorado          |
| 10  | 26 de septiembre | Vegas.com 500                            | Las Vegas Motor Speedway         | Las Vegas, Nevada           |
| 11  | 17 de octubre    | Mall.com 500                             | Texas Motor Speedway             | Fort Worth, Texas           |

## Resultados
| Ronda | Circuito          | Pole Position | Vuelta rápida  | Más vueltas lideradas | Ganador        | Ganador                 | Ganador            |
| Ronda | Circuito          | Pole Position | Vuelta rápida  | Más vueltas lideradas | Piloto         | Equipo                  | Monoplaza          |
| ----- | ----------------- | ------------- | -------------- | --------------------- | -------------- | ----------------------- | ------------------ |
| 1     | Walt Disney World | Scott Sharp   | Scott Sharp    | Scott Sharp           | Eddie Cheever  | Team Cheever            | Dallara-Oldsmobile |
| 2     | Phoenix           | Greg Ray      | Scott Goodyear | Scott Goodyear        | Scott Goodyear | Pennzoil Panther Racing | G-Force-Oldsmobile |
| 3     | Charlotte         | Greg Ray      | Cancelada      | Cancelada             | Cancelada      | Cancelada               | Cancelada          |
| 4     | Indianapolis      | Arie Luyendyk | Greg Ray       | Kenny Bräck           | Kenny Bräck    | A. J. Foyt Enterprises  | Dallara-Oldsmobile |
| 5     | Texas 1           | Mark Dismore  | Sam Schmidt    | Greg Ray              | Scott Goodyear | Pennzoil Panther Racing | G-Force-Oldsmobile |
| 6     | Pikes Peak 1      | Greg Ray      | Mark Dismore   | Greg Ray              | Greg Ray       | Team Menard             | Dallara-Oldsmobile |
| 7     | Atlanta           | Billy Boat    | Jaques Lazier  | Scott Goodyear        | Scott Sharp    | Kelley Racing           | Dallara-Oldsmobile |
| 8     | Dover             | Mark Dismore  | Mark Dismore   | Mark Dismore          | Greg Ray       | Team Menard             | Dallara-Oldsmobile |
| 9     | Pikes Peak 2      | Greg Ray      | Buddy Lazier   | Greg Ray              | Greg Ray       | Team Menard             | Dallara-Oldsmobile |
| 10    | Las Vegas         | Sam Schmidt   | Tyce Carlson   | Kenny Bräck           | Sam Schmidt    | Treadway Racing         | G-Force-Oldsmobile |
| 11    | Texas 2           | Greg Ray      | Scott Goodyear | Scott Goodyear        | Mark Dismore   | Kelley Racing           | Dallara-Oldsmobile |

## Clasificaciones

### Campeonato de Pilotos
| Pos. | Piloto                  | WDW | PHX | CLT | INDY | TXS | PIK | ATL | DOV | PIK | LSV | TXS | Puntos |
| ---- | ----------------------- | --- | --- | --- | ---- | --- | --- | --- | --- | --- | --- | --- | ------ |
| 1    | Greg Ray                | 21  | 21  | C   | 21   | 2*  | 1*  | 23  | 1   | 1*  | 21  | 3   | 293    |
| 2    | Kenny Bräck             | 22  | 24  | C   | 1*   | 13  | 7   | 3   | 3   | 10  | 2*  | 16  | 256    |
| 3    | Mark Dismore            | 6   | 7   | C   | 16   | 8   | 21  | 17  | 15* | 3   | 20  | 1   | 240    |
| 4    | Davey Hamilton          | 8   | 27  | C   | 11   | 7   | 3   | 7   | 23  | 2   | 13  | 2   | 237    |
| 5    | Sam Schmidt             | 27  | 9   | C   | 30   | 3   | 2   | 22  | 5   | 5   | 1   | 22  | 233    |
| 6    | Buddy Lazier            | 10  | 18  | C   | 7    | 14  | 5   | 21  | 2   | 4   | 11  | 10  | 224    |
| 7    | Eddie Cheever           | 1   | 17  | C   | 18   | 16  | 4   | 6   | 21  | 11  | 17  | 4   | 222    |
| 8    | Scott Sharp             | 4*  | 8   | C   | 28   | 10  | 8   | 1   | 22  | 22  | 4   | 19  | 220    |
| 9    | Scott Goodyear          | 2   | 1*  | C   | 27   | 1   | 12  | 16* | 17  | 21  | 25  | 23* | 217    |
| 10   | Robby Unser             | 15  | 26  | C   | 8    | 6   | 6   | 2   | 12  | 9   | 16  | 14  | 209    |
| 11   | Jeff Ward               | 3   | 2   | C   | 2    | 18  | 9   | 26  | 13  | 23  | 10  | 21  | 206    |
| 12   | Billy Boat              | 9   | 4   | C   | 3    | 24  | 24  | 10  | 4   | 13  | 22  | 9   | 204    |
| 13   | Buzz Calkins            | 17  | 14  | C   | 19   | 9   | 14  | 5   | 8   | 15  | 5   | 8   | 201    |
| 14   | Scott Harrington RY     | 25  | 5   | C   | DNQ  | DNS | 19  | 15  | 6   | 6   | 14  | 6   | 165    |
| 15   | Stéphan Grégoire        | 16  | 10  | C   | DNQ  | 4   | 11  | 24  | 14  | 14  | 8   | 15  | 162    |
| 16   | Robby McGehee R         |     |     | C   | 5    | 19  | Wth | 14  | 9   | 7   | 6   | 12  | 156    |
| 17   | John Hollansworth Jr. R | 19  | 15  | C   | 13   | 20  | 16  | 19  | 19  | 16  | 19  | 5   | 146    |
| 18   | Jaques Lazier R         |     | DNS |     | DNQ  | 22  | 10  | 12  | 7   | 12  | 7   | 7   | 144    |
| 19   | Tyce Carlson            | 12  | 23  | C   | 14   | 21  | 23  | 20  | 11  | 17  | 9   | 13  | 139    |
| 20   | Eliseo Salazar          | DNQ | 20  | C   | 33   | 5   | 20  | 4   | 18  | 19  | 12  | 17  | 137    |
| 21   | Donnie Beechler         | 26  | 11  | C   | 29   | 17  | 22  | 8   | 10  | 20  | 18  | 11  | 130    |
| 22   | Robbie Buhl             | 20  | 3   | C   | 6    |     |     |     |     |     | 3   | 24  | 114    |
| 23   | Raul Boesel             | 5   | 19  | C   | 12   | 23  | 18  | 11  |     |     |     |     | 98     |
| 24   | Jimmy Kite              |     |     |     | 24   | 25  | 15  | 9   | 16  | 8   |     |     | 86     |
| 25   | Steve Knapp             | 7   | 25  | DNQ | 26   | 12  | 17  | 27  |     |     |     |     | 69     |
| 26   | Ronnie Johncox R        |     |     |     |      | 11  |     | 25  | 20  | 24  | 15  | 26  | 59     |
| 27   | Johnny Unser            |     |     | C   | 32   | 15  | 13  | 13  |     |     | 23  |     | 57     |
| 28   | John Paul Jr.           | 11  | 22  | C   | Wth  |     |     |     |     |     |     | 18  | 39     |
| 29   | Roberto Moreno          |     | 6   | C   | 20   |     |     |     |     |     |     |     | 38     |
| 30   | Roberto Guerrero        | 13  | 16  |     | 25   |     |     |     |     |     |     |     | 36     |
| 31   | Robby Gordon            |     |     |     | 4    |     |     |     |     |     |     |     | 32     |
| 32   | Andy Michner            | 18  | 13  | C   | DNQ  |     |     |     |     |     |     |     | 29     |
| 33   | Tony Stewart            |     |     |     | 9    |     |     |     |     |     |     |     | 22     |
| 34   | Hideshi Matsuda         |     |     |     | 10   |     |     |     |     |     |     |     | 20     |
| 35   | Stan Wattles            | 24  |     | C   | 17   |     |     |     |     |     |     |     | 19     |
| 36   | Marco Greco             |     | 12  |     | DNQ  |     |     |     |     |     |     |     | 18     |
| 37   | Brian Tyler             | 14  |     |     | DNQ  |     |     |     |     |     |     |     | 16     |
| 38   | Jeret Schroeder R       |     |     |     | 15   |     |     |     |     |     |     |     | 15     |
| 39   | Dr. Jack Miller         |     |     |     | 31   |     |     | 18  |     |     |     |     | 13     |
| 40   | Bobby Regester R        |     |     |     |      |     |     |     |     | 18  |     |     | 12     |
| 41   | Arie Luyendyk           |     |     |     | 22   |     |     |     |     |     |     |     | 11     |
| 42   | Doug Didero R           |     |     |     |      |     |     |     |     |     |     | 20  | 10     |
| 43   | Niclas Jönsson R        |     |     |     |      |     |     |     |     |     | 24  | DNS | 9      |
| 44   | Gualter Salles          | 23  |     |     |      |     |     |     |     |     |     |     | 7      |
| 45   | Wim Eyckmans R          |     |     |     | 23   |     |     |     |     |     |     |     | 7      |
| 46   | Sarah Fisher R          |     |     |     |      |     |     |     |     |     |     | 25  | 5      |
| 47   | Willy T. Ribbs          |     |     |     |      |     |     |     |     |     | 26  |     | 4      |
| 48   | Jason Leffler R         | 28  |     |     |      |     |     |     |     |     |     |     | 2      |
| –    | Mike Borkowski          |     |     | C   | DNQ  |     |     |     |     |     |     |     | 0      |
| –    | Nick Firestone          |     |     |     | DNQ  |     |     |     |     |     |     |     | 0      |
| –    | Mike Groff              |     |     |     | DNQ  |     |     |     |     |     |     |     | 0      |
| –    | Jim Guthrie             |     |     |     | DNQ  |     |     |     |     |     |     |     | 0      |
| –    | Lyn St. James           |     |     |     | DNQ  |     |     |     |     |     |     |     | 0      |
| –    | Dave Steele             |     |     |     | Wth  |     |     |     |     |     |     |     | 0      |
| Pos. | Piloto                  | WDW | PHX | CLT | INDY | TXS | PIK | ATL | DOV | PIK | LSV | TXS | Puntos |

| Color   | Resultado                    |
| ------- | ---------------------------- |
| Oro     | Ganador                      |
| Plata   | 2.º lugar                    |
| Bronce  | 3.er lugar                   |
| Verde   | 4.º y 5.º lugar (top 5)      |
| Celeste | 6.º a 10.º lugar (top 10)    |
| Azul    | Finalizó (afuera del top 10) |
| Violeta | No terminó                   |
| Rojo    | DNQ - No se clasificó        |
| Marrón  | Wth - Retirado               |
| Negro   | DSQ - Descalificado          |
| Blanco  | DNS - No empezó              |
| Blanco  | C - Carrera cancelada        |

| Estado  | Resultado                                |
| ------- | ---------------------------------------- |
| Negrita | Pole position                            |
| Cursiva | Vuelta rápida                            |
| L       | Lideró al menos una vuelta de la carrera |
| *       | Quien lideró más vueltas en la carrera   |
| RY      | Novato del Año                           |
| R       | Novato                                   |